# Drusa
- Commons
- Wikispecies

Drusa é um género botânico pertencente à família Apiaceae.